# Fylogenie

Een fylogenetische stamboom van het leven geeft een grafische weergave van hoe de hogere taxa als domeinen en rijken verwant zijn

Fylogenie (Grieks φυλη, phulè, volksstam en γενεσις, genesis, wording) is de studie van de afstammingsgeschiedenis van een groep organismen. Een fylogenie is de beschrijving van hoe een groep organismen is ontstaan uit een andere groep. Deze wordt veelal grafisch weergegeven in een fylogenetische stamboom.
De fylogenie onderzoekt de evolutie van die organismen uit gemeenschappelijke voorouders en niet zozeer de overeenkomsten tussen verschillende organismen. Cladistiek is een belangrijke analysemethode die gebruikt wordt om de fylogenie te bepalen op grond van synapomorfieën.

## Methodes
Het onderzoek naar verwantschap gebeurt onder andere door:
- het vergelijken van morfologische en anatomische kenmerken van (tegenwoordig) levende soorten en van fossielen; bij het bestuderen van biologische eigenschappen die bij verschillende soorten voorkomen is het belangrijk onderscheid te maken tussen homologieën en analogieën;
- het vergelijken van de ontwikkelingsbiologie en van de levenscyclus van levende soorten;
- onderzoek naar sequenties in macromoleculen, eerst vooral de volgorde van aminozuren in eiwitten en later van nucleotiden in DNA en in RNA.

Het proces dat eigenschappen tot stand brengt, de evolutie, kan in de regel niet direct geobserveerd worden. Daarom moeten soms aannames gedaan worden om tot plausibele fylogenieën te komen. Afhankelijk van de bestudeerde eigenschappen kan er verschil van inzicht bestaan over deze aannames, die dan resulteren in verschillende fylogenetische stambomen.
Een belangrijke aanname is dat verwantschap tussen organismen alleen is te beoordelen op grond van gezamenlijke afgeleide kenmerken, en niet op grond van overeenkomst in "primitieve" kenmerken.
Een homologie geeft aan dat sprake is van een gelijk bouwplan of gelijke structuur dankzij een gemeenschappelijke voorouder. Zo zijn bijvoorbeeld vleugels van vogels homoloog aan de poten van reptielen. Homologe organen van twee soorten kunnen heel verschillende functies hebben. Het grondplan van het skelet is echter gelijk, wat alleen met een fylogenie verklaard kan worden. Homologieën kunnen biologisch verdeeld worden in orthogenieën (afstamming van een gemeenschappelijke voorouder) en paralogieën (genduplicaties binnen een soort).
Bij een analogie is er een (oppervlakkige) overeenkomst in een eigenschap van twee soorten, die niet door verwantschap wordt veroorzaakt. Wel hebben analoge organen dezelfde functie. Zo zien de ogen van gewervelden en koppotigen er morfologisch ongeveer hetzelfde uit en ze hebben dezelfde functie. Pas bij nauwkeurige anatomische bestudering, bijvoorbeeld onder een microscoop, blijkt dat de celbouw anders is. Uit de ontwikkelingsfysiologie blijkt dat ze uit andere kiembladen in het embryo ontstaan. Een analogie is in tegenstelling tot een homologie geen bewijs voor een gemeenschappelijke voorouder.
Cladistische analysemethoden worden in de systematiek veel gebruikt om iets te kunnen zeggen over de evolutionaire relaties. Een belangrijke aanname is maximale parcimonie, wat een minimum aan evolutionaire veranderingen veronderstelt. Zwak punt blijft altijd dat cladistiek geen rekening kan houden met zijdelingse overdracht van genetisch materiaal tussen organismes.

## Historische ontwikkeling van de fylogenie
Na de publicatie van Darwins boek De oorsprong der soorten zijn alle taxonomische systemen fylogenetisch van aard geworden. Vooral in de begintijd was dat veeleer een ideaal dan harde werkelijkheid. 
Aan het einde van de 19e eeuw was de recapitulatietheorie van Ernst Haeckel algemeen geaccepteerd. Deze theorie stelt dat de ontwikkeling van een embryo weergeeft welke evolutionaire ontwikkeling de soort heeft doorgemaakt, de ontogenie zou een recapitulatie van de fylogenie zijn. De theorie werd later afgezwakt als een te simpele voorstelling van de werkelijkheid, maar wel in grote lijnen correct. Tegenwoordig zijn onder biologen diverse connecties tussen ontwikkelingsfysiologie en fylogenie bekend. Deze worden meestal verklaard met de evolutietheorie of juist gezien als bewijzen voor die theorie.
Organismen kunnen op twee manieren genen aan elkaar overdragen: door overerving van ouder naar kind (verticale genoverdracht), of doordat genen van het ene op het andere (niet verwante) organisme overspringen (horizontale of laterale genoverdracht). Dit komt veel voor onder prokaryoten. Horizontale genoverdracht maakt het opstellen van een fylogenie er niet gemakkelijker op, omdat er sprake kan zijn van netwerkevolutie.
Door onderzoek aan rRNA in ribosomen stelde Carl Woese in de jaren zeventig dat al het leven in drie domeinen te verdelen is: eubacteriën, archeabacteriën en eukaryoten. Woese zag dat de genen die het RNA in ribosomen coderen bij alle organismen voorkomen, waardoor ze als een moleculaire klok te gebruiken zijn. Vertakkingen in de fylogenie zijn relatief te dateren door deze genen te vergelijken. Dit was een belangrijke ontdekking voor de fylogenie van micro-organismen.
Door de opkomst van DNA-sequentieanalyse in de moleculaire biologie is het makkelijker geworden om grote hoeveelheden DNA te bestuderen om fylogenieën op te stellen. Niet allen het nucleair genoom, maar ook het mitochondriaal genoom (chondroom) en het genoom van plastiden (plastoom) kan bij een dergelijk onderzoek betrokken worden. Belangrijk is vooral dat veel verschillende soorten worden bekeken om de fylogenie zo betrouwbaar mogelijk te maken. Daarom is het betrekken van data van fossielen ook belangrijk.
Een belangrijke stap was de opkomst van de cladistiek, waarmee wat meer direct toetsbare methodieken geïntroduceerd werden. Zeer belangrijk was ook de opkomst van het gebruik van computers met bijbehorende software, wat de bewerking van grote datasets zeer vergemakkelijkte of zelfs mogelijk maakte.